# جون هيوز (رجل أعمال)
جون هيوز (بالإنجليزية: John Hughes)‏ هو شخصية أعمال أسترالي، ولد في 6 ديسمبر 1935 في فريمانتل في أستراليا.